# Iman Zandi
Iman Zandi Mashhadi (in persiano ایمان زندی مشهدی‎; Esfahan, 19 settembre 1981) è un ex cestista iraniano.

## Carriera
Con l'Iran ha disputato i Giochi olimpici di Pechino 2008, i Campionati mondiali del 2010 e due edizioni dei Campionati asiatici (2003, 2005).